# Maria Hill
Pour les articles homonymes, voir Hill.
Maria Hill est un personnage de fiction, appartenant à l'univers de Marvel. Elle est membre du SHIELD, une organisation d'espionnage internationale, dont elle a même été directrice. Elle est l'actuelle dirigeante des Vengeurs.

## Biographie
Maria Hill est née à Chicago. Sa mère meurt en la mettant au monde, et son père lui en voudra toute sa vie pour cela. Endurcie, Maria rejoint l'armée des États-Unis dès qu'elle en a l'âge, puis rejoint le S.H.I.E.L.D.
Après la Secret War, le directeur Nick Fury disparait. Considérée comme un bon agent et sans attaches particulières, en particulier pour Fury, Hill est nommée directrice par intérim de l'agence. Elle décide d'utiliser un androïde à l'apparence de Fury pour les représentations officielles. Après la prise de son poste, Hill rencontre Nick Fury une nuit. Il l'informe qu'il sait qu'on attend d'elle qu'elle fasse passer les intérêts des États-Unis avant ceux des Nations unies, mais qu'un danger plus grand les guette et que s'il voit qu'elle agit de façon douteuse à ses yeux, il la tuera (faisant référence à l'invasion skrull).
Hill met en place des directives visant à dissocier le S.H.I.E.L.D. et les super-héros. Captain America utilise son statut et son image pour fédérer les Vengeurs autour de lui et Hill laisse Spider-Woman devenir un agent de liaison entre le S.H.I.E.L.D. et les héros. Des tensions apparaissent entre Hill et les héros, mais elle parvient à gagner leur respect.

## Apparitions dans d'autres médias

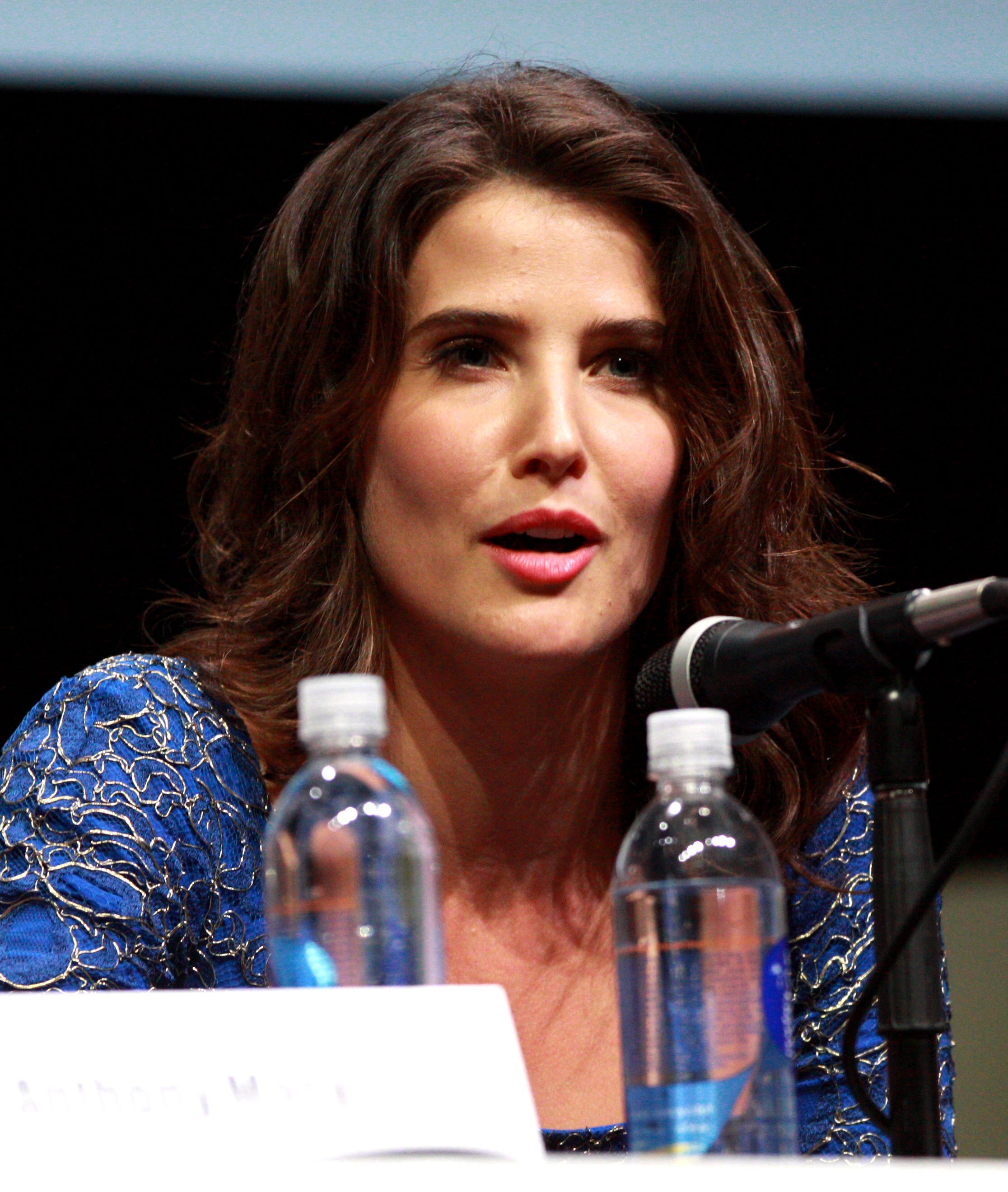
Cobie Smulders incarne Maria Hill dans l'Univers cinématographique Marvel

Sauf indication contraire, les informations mentionnées dans cette section peuvent être confirmées par la base de données cinématographiques IMDb,  présente dans la section « Liens externes ».

### Films
Interprétée par Cobie Smulders dans l'Univers cinématographique Marvel
- 2012 : Avengers réalisé par Joss Whedon
- 2014 : Captain America : Le Soldat de l'hiver réalisé par les frères Anthony et Joe Russo
- 2015 : Avengers : L'Ère d'Ultron réalisé par Joss Whedon
- 2018 : Avengers: Infinity War réalisé par les frères Anthony et Joe Russo (scène post-générique)
- 2019 : Avengers: Endgame réalisé par Anthony et Joe Russo
- 2019 : Spider-Man: Far From Home réalisé par Jon Watts

### Télévision
- 2009-2012 : Iron Man: Armored Adventures, doublée par Tabitha St. Germain
- 2012 : Avengers : L'Équipe des super-héros (The Avengers: Earth's Mightiest Heroes), doublée par Kari Wuhrer

Interprétée par Cobie Smulders dans l'Univers cinématographique Marvel
- 2013 : Marvel : Les Agents du SHIELD (série télévisée) (saison 1, épisodes 1 et 20)
- 2021–2023 : What If...? (série télévisée d'animation)
- 2023 : Secret invasion (série télévisée)

Maria Hill s’est rendue à Moscou où Talos poursuivait l'agent Everett K. Ross qui venait de tuer l'agent de la CIA Prescod qui avait émis l'hypothèse que des rebelles Skrull complotaient pour inciter à la guerre entre la Russie et les États-Unis par des attentats à la bombe. Elle arrive trop tard pour aider Ross qui décède, mais découvre alors qu'il est un Skrull et décide d'appeler Nick Fury. Plus tard Fury, Hill et Talos découvrent que les emplacements sont des leurres avant que Gravik ne fasse exploser les bombes. Dans le chaos qui s'ensuit, Hill est tuée par Gravik, qui a pris l'apparence de Fury. Fury et Talos sont obligés de fuir et de l'abandonner.

### Jeux vidéo
- 2009 : Marvel: Ultimate Alliance 2, doublée par Margaret Easley
- 2013 : Lego Marvel Super Heroes
- 2016 : Lego Marvel's Avengers